# Абштосс (Випперфюрт)
Абштосс (нем. Abstoß) — отдельное небольшое поселение города Випперфюрт (район Обербергиш, административный округ Кёльн, земля Северный Рейн-Вестфалия, Германия).

## Положение и описание
Посёлок расположен к юго-западу от Випперфюрта в долине ручья Флосбах на границе с муниципалитетом Линдлар. Соседние поселения: 
- Обербеннинграт, Балльзифен, Тир, Нидерфлосбах (Випперфюрт);
- Обербюшем (Линдлар).[4]

Поселок входит в пределы природного территориального комплекса (ПТК) «Седловины и котловины Зюльца» (индекс 338.225).
В политическом плане население Абштосса представлено прямым кандидатом в избирательном округе 15 (150) Тира в городском совете Випперфюрта.

## История
В 1443 году этот адрес впервые указан под названием Аффстоль (Affstol) в реестре доходов и прав Кёльнского апостольского монастыря. На карте Topographia Ducatus Montani 1715 года показаны два двора, которые именуются Абштос (Abstos). На прусской карте топографической съёмке Рейнской области 1825 года показаны уже четыре отдельных земельных плана поселения, именованного как Абстосс.

## Автобусное сообщение
Ближайший остановочный пункт "Ommerborn Abzweig" автобусной линии 426 (Бергиш-Гладбах — Випперфюрт) находится в километре от поселения в сторону земельной дороги L 286.

## Туризм
Поселение относится к посещаемым на туристских местных маршрутах:
- Круговой маршрут А5 (Тир – Унтертир – Абштосс – Оммерборн Фрайлихталтар — Холлинген – Бергхаузен – Йоргенсмюле – Тир).
- Круговой маршрут вокруг Тира с картой.